# رشاد الإمام
رشاد الإمام ولد بمنزل بوزلفة في 29 ديسمبر 1932 وتوفي في 23 فيفري 2007، مؤرخ جامعي تونسي.

## مسار الدراسة
درس بالتعليم الزيتوني وأحرز على شهادة التحصيل عام 1955، ثم اتجه إلى المشرق العربي لمواصلة دراسته وأحرز إجازة علم النفس والاجتماع من كلية الآداب بجامعة عين شمس بالقاهرة عام 1958 والإجازة في التاريخ من كلية الآداب بالجامعة اللبنانية عام 1961. فشهادة الماجستير في التاريخ الإسلامي بالجامعة الأمريكية في بيروت عام 1966 وأخيرا دكتوراه الدولة في التاريخ الإسلامي من نفس الجامعة عام 1971 وقد أشرف عليه قسطنطين زريق.

## الجامعي
بعد التدريس بالتعليم الثانوي بتونس خلال العام الدراسي 1961-1962، عمل بمركز الأبحاث بالجامعة الأمريكية ببيروت فيما بين 1966 و1968 والتحق للتدريس بالجامعة التونسية عام 1971 ثم ارتقى إلى رتبة أستاذ محاضر عام 1977 وفي عام 1981 ارتقى إلى رتبة أستاذ تعليم عال إلى أن أحيل على التقاعد عام 1998.
وبالإضافة إلى ذلك عمل مستشارا بالأرشيف الوطني التونسي فيما بين 1971 و1988 وباحثا بمركز الدراسات والبحوث الاقتصادية والاجتماعية بتونس فيما بين 1971 و1977.

## الكتب
نشر رشاد الإمام العديد من البحوث والمقالات إلا أن أهم إنتاجه يتمثل في الكتب التالية:
- سياسة حمودة باشا في تونس (1782-1814، منشورات كلية الآداب والعلوم الإنسانية بتونس، 1980.
- سيرة مصطفى بن إسماعيل، المعهد القومي للآثار والفنون، تونس 1981.
- ببليوغرافيا مدينة القدس، 8 أجزاء، بيت الحكمة تونس (1989-2004.
- القرصنة البحرية في البلاد العربية، المركز العربي للدراسات الأمنية والتدريب بالرياض، 1993-
- التفكير الإصلاحي في تونس - في القرن 19 إلى صدور عهد الأمان، دار سحنون للنشر والتوزيع - تونس، 2010-